# Гимн Мальтийского ордена
Ave Crux Alba — официальный гимн Мальтийского ордена на латинском языке. Авторство и время создания неизвестны.

## Текст гимна
Ave Crux alba, summae pietatis signum,
Ave Crux alba, salutis nostra sola spes,
Corda fidelium inflamma, adauge gratiam, adauge gratiam.
Ut omnia vincat tuorum ardens caritas,
Ut omnia vincat tuorum ardens caritas.

## Перевод
Радуйся, белый Крест, знак высшего благочестия,
Радуйся, белый Крест, единственное наше упование на спасение,
Зажигай сердца верных, умножай благодать, умножай благодать,
Чтобы все побеждала пламенная любовь твоих людей,
Чтобы все побеждала пламенная любовь твоих людей.